# Антим Ладопулос
Антим (на гръцки: Άνθιμος, Антимос) е гръцки духовник, епископ на Вселенската патриаршия.

## Биография
Антим, по произход грък, е роден през 1771 година на Сифнос със светската фамилия Ладопулос (Λαδόπουλος). През 1786 година става монах в светата обител „Свети Илия“ на Сифнос. В 1796 година е ръкоположен за дякон и свещеник. През 1797 година е изпратен да обикаля Мала Азия, за да събира милостиня за манастира. След това заминава за Цариград и оттам в Търново, чийто митрополит Даниил (1802-1806) е негов родниниа.
През май 1804 година заменя Софроний като епископ на Враца. Ръкополагането му е извършено от митрополит Даниил Търновски в съслужение с епископите Кирил Червенски и Неофит Преславски. Отношенията му с паството му обаче са силно враждебни. Населението отказва да плаща исканите от владиката данъци и се налага Патриаршията с писма да прикани свещениците да се отнасят добре с владиката и да му отдават полагаемото. Пристига и специален помирителен пратеник от Цариград. Заради неплащане на хазната на Патриаршията и на Търновската митрополия, на която е подчинена Врачанската епископия, Антим е отстранен от Враца. През юли 1813 година обаче той става ловчански епископ.
През март 1827 година Антим е избран за белградски митрополит. Той е в много добри отношения с Милош Обренович, когото коронясва за княз на Сърбия през декември 1830 година. В 1831 година, след предоставянето на автономия на Сръбската църква, той е помолен да остане белградски митрополит, но предпочита да се върне в родината си. Подава оставката си, която е приета на 17 август 1831 година. Той е последният гръцки митрополит в Белград. На 21 октомври 1831 година участва в ръкополагането на епископ Герасим Сапаски. В 1832 година се установява в Сифнос. Той подпомага финансово манастира „Свети Илия“, където ремонтира или издига за своя сметка няколко постройки. Първоначално живее във Фирогия, където е манастирът „Свети Илия“. По-късно се установява в Аполония. Умира на 18 януари 1852 година.

## Изследвания
- Н. Радосављевић, Aнтим, епископ Врачански, Ловечки и митрополит Београдски. – Црквене студиjе, 14, 2017, 299 – 315.